# Degeneración social
La degeneración social fue un concepto muy influyente en las ciencias sociales y biológicas en los siglos XVIII y XIX. Durante el siglo XVIII, numerosos pensadores científicos, entre ellos Georges-Louis Leclerc de Buffon, Johann Friedrich Blumenbach e Immanuel Kant, argumentaron que los humanos comparten un origen común, pero han degenerado a lo largo del tiempo a causa de las diferencias climáticas. Esta teoría proporcionó una explicación de dónde vienen los humanos y por qué algunas personas tienen diferente aspecto que otras. Por el contrario, los degeneracionistas del siglo XIX temían que la civilización estuviera en declive, y las causas de este declive se hallaban en los cambios biológicos. Estas ideas derivaban de conceptos precientíficos de herencia (mácula hereditaria), con un énfasis lamarckiano en el desarrollo biológico. El concepto de degeneración se asociaba a menudo con actitudes políticas autoritarias, como el militarismo y el racismo científico, y con una preocupación por la eugenesia. La teoría se originó en conceptos raciales de etnia, registrados en las obras de científicos médicos como Johann Blumenbach y Robert Knox. A partir de 1850, tuvo influencia en la psiquiatría a través de los escritos de Bénédict Morel, y en criminología gracias a Cesare Lombroso. Hacia 1890, la degeneración se convirtió en un concepto más general de la crítica social en las obras de Max Nordau y otros. También alimentó la ideología del nacionalismo étnico, que sedujo, entre otros, a Maurice Barrès, Charles Maurras y la Action Française. Alexis Carrel, nóbel francés de medicina, consideraba que la degeneración nacional era una buena razón para los programas eugenésicos en la Francia colaboracionista de Vichy.
El significado de degeneración estaba mal definido, pero puede describirse como el cambio que sufre un organismo de una forma más compleja a una más simple y menos diferenciada, y se asocia con conceptos de devolución biológica del siglo XIX. En un uso científico, el término se reservaba a los cambios que suceden en el ámbito histológico, es decir, en tejidos corporales. Aunque Charles Darwin rechazó esta teoría, varios biólogos evolucionistas apoyaron su aplicación a las ciencias sociales, entre ellos Ernst Haeckel y Ray Lankester. Conforme avanzaba el siglo XIX, la creciente insistencia en la degeneración reflejó un pesimismo ansioso por la resiliencia de la civilización europea y su posible declive y colapso.

## Teorías de la degeneración en elsigloXVIII
En la segunda mitad del siglo XVIII, la teoría de la degeneración ganó importancia como explicación de la naturaleza y el origen de las diferencias humanas. Uno de los defensores más notables de esta teoría fue Georges-Louis Leclerc de Buffon. Brillante matemático y naturalista, Buffon fue conservador del Real jardín de plantas medicinales de París. Las colecciones del jardín fueron la inspiración de la enciclopédica Histoire naturelle, de la que Buffon publicó 36 volúmenes desde 1749 hasta su muerte en 1788. En su Histoire naturelle, Buffon afirmaba que las diferencias climáticas crearon variedad entre las especies,, que estos cambios sucedieron gradualmente y que inicialmente afectaron solo a un puñado de individuos antes de generalizarse. Buffon sostenía que había observado la transformación de ciertos animales por su clima, y concluyó que estos cambios también habrían configurado a la humanidad.
Buffon mantenía que la degeneración había tenido consecuencias especialmente adversas en el Nuevo Mundo. Creía que América era más fría y húmeda que Europa, y que este clima había limitado el número de especies, además de desencadenar una disminución del tamaño y el vigor entre los animales que sobrevivieron. Buffon aplicaba estos principios a la gente del Nuevo Mundo. En la Histoire Naturelle escribió que los indígenas carecían de la capacidad de sentir emociones fuertes por otros. Para Buffon, estas personas eran incapaces de sentir ni amor ni deseo.
La teoría de la degeneración de Buffon provocó la indignación de las élites americanas, que temían que la descripción que hacía del Nuevo Mundo influenciara negativamente la percepción europea de su país. En particular, Thomas Jefferson realizó una vigorosa defensa del mundo natural americano. Atacó las premisas de Buffon en su libro Notes on the State of Virginia (1785), en el que afirmaba que los animales del Nuevo Mundo sentían el mismo sol y caminaban sobre el mismo suelo que sus homólogos europeos. Jefferson creía que podía alterar permanentemente las opiniones de Buffon sobre el Nuevo Mundo haciéndole ver de primera mano la majestad de la vida salvaje americana. Durante su periodo como embajador en Francia, Jefferson escribió repetidamente a sus compatriotas para pedirles que enviaran un alce disecado a París, y tras meses de esfuerzos el general John Sullivan respondió a esta petición. Buffon murió solo tres meses desde la llegada del animal, y su teoría sobre la degeneración del Nuevo Mundo quedó para siempre en las páginas de su Histoire Naturelle.
En los años siguientes a la muerte de Buffon, la teoría de la degeneración ganó numerosos seguidores, muchos de los cuales se concentraban en zonas germanoparlantes. El anatomista y naturalista Johann Friedrich Blumenbach alabó a Buffon en sus conferencias en la Universidad de Gotinga. Blumenbach adoptó la teoría de la degeneración de Buffon en su disertación De Generis Humani Varietate Nativa. La premisa central de su trabajo era que toda la humanidad pertenecía a la misma especie, pero Blumenbach creía que innumerables factores, como el clima, el aire y la fuerza del sol, promovían la degeneración y resultaban en diferencias externas entre los seres humanos. No obstante, también afirmaba que estos cambios se podían revertir fácilmente, y por tanto, no constituían la base de la especiación. En el ensayo Über Menschen-Rassen und Schweine-Rassen, Blumenbach aclaró su comprensión de las relaciones entre distintas razas humanas recurriendo al ejemplo del cerdo: si el cerdo doméstico y el jabalí se consideran de la misma especie, los distintos humanos también pertenecen a la misma especie sin importar su color o aspecto general. Para Blumenbach, las personas del mundo son distintas graduaciones del mismo espectro. No obstante, la 3.ª edición de De Generis Humani Varietate Nativa, publicada en 1795, cobró fama entre los estudiosos por introducir un sistema de clasificación racial que dividía a los humanos entre las razas caucásica, etíope, mongola, malasia y americana.
Las opiniones de Blumenbach sobre la degeneración se sumaron al diálogo de otros pensadores de finales del siglo XVIII interesados en la raza y los orígenes. En particular, Blumenbach participó en intercambios intelectuales con otro prominente erudito alemán de su época, Immanuel Kant. Kant, filósofo y profesor en la Universidad de Königsberg]], impartió un curso sobre geografía física durante 40 años, fomentando el interés en la biología y la taxonomía. Como Blumenbach, Kant tenía en gran consideración las obras de Buffon mientras desarrollaba su propia opinión sobre estos temas.
En su ensayo Von der verschiedenen Racen der Menschen de 1777, Kant expresó su creencia de que toda la humanidad comparte un mismo origen, recurriendo a la capacidad de mezclarse que tienen los humanos para probar su afirmación. Además, Kant introdujo el término degeneración, que definió como «diferencias hereditarias entre grupos con una misma raíz». Kant también dio significado al concepto de «raza» derivado de su definición de degeneración. Afirmaba que las razas se desarrollan cuando se preservan degeneraciones durante un largo periodo de tiempo. Un grupo solo constituye una raza si la reproducción con una degeneración distinta resulta en una «prole intermedia». Aunque Kant defendió la teoría del origen humano compartido, también sostuvo que existía una jerarquía innata entre las razas. En 1788, Kant escribió Über den Gebrauch teleologischer Prinzipien, donde mantenía que el lugar de un humano en la naturaleza queda determinado por la cantidad de sudor que produzca ese individuo, lo que revela una capacidad innata de sobrevivir. El sudor sale de la piel, y por tanto, el color de la piel indica importante distinciones entre humanos.

## Historia
El concepto de degeneración surgió durante la Ilustración europea y la Revolución Industrial, periodos de profundos cambios sociales y un sentido de identidad personal muy cambiante, con diversas influencias.
Son épocas de extrema agitación demográfica, incluyendo la urbanización en los primeros años del siglo XIX. La perturbadora experiencia del cambio social y las muchedumbres urbanas, prácticamente desconocidas en el agrario siglo XVIII, se reflejó en el periodismo de William Cobbett, las novelas de Charles Dickens y las pinturas de J. M. W. Turner. Algunos de los primeros estudiosos de la psicología social también exploraron estos cambios, como Gustave Le Bon y Georg Simmel. El impacto psicológico de la industrialización queda exhaustivamente descrito en la magistral antología Pandaemonium 1660 – 1886 de Humphrey Jennings. Reformistas victorianos como Edwin Chadwick, Henry Mayhew y Charles Booth se hicieron eco de la preocupación sobre el declive de la salud pública en la vida urbana de la clase obrera británica, abogando por mejoras en vivienda y saneamiento, acceso a parques e instalaciones de recreo, una dieta mejorada y reducción de la ingesta de alcohol. El médico escocés James Cantlie analizó estas contribuciones desde la perspectiva de la salud pública en su influyente conferencia Degeneration Amongst Londoners. La inédita experiencia del contacto diario con las clases trabajadoras urbanas dio paso a una especie de fascinación horrorizada por su supuesta energía reproductiva, que parecía amenazar la cultura de la clase media.
Además, la biología protoevolucionista las especulaciones transmutacionistas de Jean-Baptiste Lamarck y otros naturalistas, junto con la teoría de las extinciones de Georges Cuvier, desempeñaron un importante papel a la hora de dar sentido a los aspectos pendientes del mundo natural. Las teorías poligénicas de los múltiples orígenes humanos, apoyadas por Robert Knox en su libro The Races of Men fueron firmemente rechazadas por Charles Darwin, seguidor de James Cowles Prichard, que creía en un solo origen africano de toda la especie humana.
Por otro lado, el desarrollo del comercio mundial y del colonialismo, una temprana experiencia europea de globalización, dieron como resultado la conciencia de las variedades de la expresión cultural y de las vulnerabilidades de la civilización occidental.
Finalmente, el crecimiento de los estudios históricos en el siglo XVIII, ejemplificado por la obra Historia de la decadencia y caída del Imperio romano (1776–1789) de Edward Gibbon causó un renovado interés en las narrativas de declive histórico, lo que estaba en incómoda sintonía con las dificultades de la vida política francesa en el siglo XIX posrevolucionario.
La teoría de la degeneración fue detalladamente articulada en el Treatise on Degeneration of the Human Species (1857) de Bénédict Morel, una complicada obra a base de comentarios clínicos de un manicomio de Normandía (Saint Yon de Ruan), que al menos en la imaginación popular se fusionó con el Essay on The Inequality of the Human Races (1855) de Gobineau. Según el concepto de Morel de la «degeneración mental», que es un ejemplo de pensamiento biológico lamarckiano, la intoxicación y las adicciones en una generación de una familia conducía a histeria, epilepsia, perversiones sexuales, locura, dificultades de aprendizaje y esterilidad en generaciones posteriores. Los debates médicos de Morel evocan la literatura clínica que rodea la infección sifilítica (sifilografía). Philippe Buchez defendió las teorías psiquiátricas de su amigo Morel, y su influencia política las convirtió en la doctrina oficial de la medicina legal y administrativa de Francia.
Gobineau provenía de una familia empobrecida, con una madre dominante y adúltera, que presumía de tener ascendencia aristocrática. Él mismo era un fracasado autor de novelas históricas, y se rumoreaba que su esposa era una criolla de Martinica. No obstante, Gobineau alegaba que el curso de la Historia y la civilización venía sobre todo determinada por factores étnicos, y que el matrimonio interracial (mestizaje) resultaba en caos social. Gobineau desarrolló una exitosa carrera en el servicio diplomático francés, vivió largos periodos en Irán y Brasil, y pasó sus últimos años viajando por Europa, lamentando el maltrato al que lo sometían su esposa e hijas. Murió de un infarto en 1882 mientras abordaba un tren en Turín. La traducción al alemán de su obra fue bien recibida, especialmente por el compositor Richard Wagner, y el prominente psiquiatra alemán Emil Kraepelin escribió después extensamente sobre los peligros que suponía la degeneración para el pueblo alemán. Los escritos de Gobineau ejercieron una enorme influencia sobre los pensadores precursores del Tercer Reich, aunque están curiosamente libres de prejuicios antisemitas. Factores históricos bastante diferentes inspiraron al italiano Cesare Lombroso para escribir su obra sobre antropología criminal con la noción de «retrogresión atávica», probablemente moldeada por su experiencia como joven médico militar en Calabria durante el Risorgimento.
En Gran Bretaña, la degeneración recibió una formulación científica de Ray Lankester, cuyas detalladas discusiones sobre la biología del parasitismo tuvieron una enorme influencia. La mala condición física de muchos reclutas del ejército británico para la segunda guerra bóer (1899–1902) hizo saltar las alarmas en los círculos gubernamentales. El psiquiatra Henry Maudsley argumentó inicialmente que las líneas familiares degeneradas desaparecerían con pocas consecuencias sociales, pero después se mostró más pesimista sobre los efectos de la degeneración en la población general. Maudsley también advirtió sobre el uso del término «degeneración» en una forma vaga e indiscriminada. La ansiedad provocada en Gran Bretaña por los peligros de la degeneración tuvo su expresión legislativa en la Ley de Deficiencia Mental de 1913, que contó con el firme apoyo de Winston Churchill, entonces alto cargo del Gobierno liberal.
Durante la época de fin de siècle, Max Nordau obtuvo un inesperado éxito con su obra Degeneración (1892). Sigmund Freud conoció a Nordau en 1885, mientras estudiaba en París, y se sabe que no le gustaron ni él ni el concepto de degeneración. La degeneración dejó de ser popular y moderna en la época de la I Guerra Mundial, aunque algunos de sus principios permanecieron en las obras de los eugenistas y darwinistas sociales. La decadencia de Occidente (1919) de Oswald Spengler capturó algo del espíritu degeneracionista tras acabar la guerra.

## La psicología y Emil Kraepelin
La teoría de la degeneración es, en esencia, una forma de pensar, y algo que se aprende, no es innato. Emil Kraepelin tuvo una gran influencia en esta teoría, alineando la teoría de la degeneración y la práctica de la psicología. La idea central de este concepto fue que una enfermedad «degenerativa» es un declive sostenido del funcionamiento mental y de la adaptación social de una generación a otra. Podría ser un desarrollo intergeneracional, de un carácter nervioso a un gran desorden depresivo, una enfermeda psicótica o una discapacidad cognitiva severa y crónica, como la demencia. Esta teoría apareció décadas antes de que se redescubriera la genética mendeliana y se aplicara a la medicina en general y a la psiquiatría en particular. Kraepelin raramente hace referencias específicas a la teoría de la degeneración, y su actitud ante dicha teoría no fue clara: positiva pero ambivalente. El concepto de enfermedad, sobre todo las enfermedades mentales crónicas, encaja muy bien en este marco en tanto que estos fenómenos se consideraban signos de una evolución en una dirección incorrecta, como un proceso degenerativo que desvía del camino normal de la naturaleza.
No obstante, seguía siendo escéptico ante las versiones excesivamentes simplistas de este concepto: aunque aprobaba en sus comentarios las ideas básicas de la «antropología criminal» de Cesare Lombroso, no aceptaba la popular idea de los «estigmas de degeneración», por los que las personas pueden identificarse como «degeneradas» simplemente por su apariencia física.
Una de las primeras aplicaciones de esta teoría fue la Ley de Deficiencia Mental apoyada por Winston Churchill en 1913, que conllevaba el ingreso en colonias aisladas de los considerados «idiotas», incluyendo a los que mostraban signos de una «degeneración». Aunque esta ley se aplicaba a las personas con problemas mentales de naturaleza psiquiátrica, su ejecución no siempre estuvo en esa línea, ya que parte del lenguaje designaba a los «moralmente débiles» o considerados «idiotas». La creencia en la existencia de la degeneración propagó la sensación de que la energía negativa era inexplicable, y estaba ahí para encontrar fuentes de «podredumbre» en la sociedad. Esto hizo progresar la idea de que la sociedad estaba estructurada de forma que producía regresión, secuela del «lado oscuro del progreso».

## El «lado oscuro» del progreso
La idea de progreso fue en su momento una teoría social, política y científica. Para muchos estudiosos de la Sociología, la teoría de la evolución que se describe en El origen de las especies proporcionaba los cimientos científicos necesarios para la idea de progreso social y político. De hecho, en el siglo XIX, los términos evolución y progreso se usaban a menudo indistintamente.
No obstante, el rápido progreso industrial, político y económico del siglo XIX en Europa y Norteamérica fue paralelo a un continuo debate sobre las crecientes tasas de delincuencia, demencia, vagabundeo, prostitución, etc. Confrontados con esta aparente paradoja, científicos evolucionistas, antropólogos criminales y psiquiatras postularon que la civilización y el progreso científico podían ser causa de patologías físicas y sociales tanto como una defensa contra ellas. Esto condujo a la aparición de una teoría de la degeneración que aunaba distintos discursos, como las ciencias humanas, ciencias naturales, narrativas ficticias y comentarios sociopolíticos.
No obstante, se puede formular un esquema general: Según la teoría de la degeneración, se puede explicar la existencia de patologías individuales y sociales en una red finita de enfermedades, trastornos y hábitos morales por una aflicción biológica. Se creía que los síntomas primarios de esta aflicción eran un debilitamiento de las fuerzas vitales y la fuerza de voluntad de la víctima. De esta forma, un amplio rango de desviaciones sociales y médicas, como delincuencia, violencia, alcoholismo, prostitución, ludopatía y pornografía, podían explicarse remitiéndose a un defecto biológico del individuo. La teoría de la degeneración se enunció sobre la base de la teoría de la evolución. Las fuerzas de la degeneración se oponen a las de la evolución, y los afectados por degeneración suponen un regreso a una fase evolutiva anterior. Esta teoría quedaba supuestamente comprobada en los matrimonios birraciales, que comenzaron a hacerse más frecuentes conforme avanzaba el siglo XIX. Estos matrimonios entre dos razas eran impensables en 1848, pero el aumento de casamientos entre mujeres indoeuropeas o incluso de sangre totalmente europea con hombres nativos, se atribuyó por un lado a la creciente pobreza de esas mujeres, y por otro a un «desarrollo intelectual y social» entre ciertas clases de nativos. No obstante, el argumento partía de la base de que los que elegían este tipo de cónyuges no habían tenido una buena crianza o no merecían el estatus de europeos. Conforme aumentaba el número de personas que se mezclaban con personas de razas consideradas inferiores, la teoría de la degeneración se entrelazó con el desarrollo en un sentido racial y colonial, y se hicieron comunes más ejemplos como esos.
El discurso de la degeneración era el discurso de la crisis social. En las últimas décadas del siglo XIX, los planificadores sociales recurrieron al darwinismo social y al concepto de degeneración para explicar las crisis sociales que inexorablemente surgían en ciudades y colonias. Con las reformas coloniales y sociales convergían acalorados debates que sustentaban una ofensiva contra los «peligros» de la creciente población de indoeuropeos empobrecidos, la mayoría de los cuales eran de raza mixta pero estaban legalmente clasificados como europeos. El mundo, más globalizado que nunca, siguió sufriendo crisis similares, culpando a las personas diferentes del fracaso de la sociedad.
A finales de la década de 1870, Gran Bretaña estaba sumida en una severa depresión, y en la década siguiente, los temores de la clase media se vieron alimentados por tensiones de clase, el movimiento sufragista, el resurgimiento del socialismo, el aumento de la pobreza y la escasez de vivienda y trabajo.

## Desarrollo del concepto de degeneración
Los primeros usos del término degeneración se encuentran en las obras de Blumenbach y Buffon a finales del siglo XVIII, cuando estos pioneros de la Historia Natural empezaron a estudiar la especie humana. Con la mentalidad taxonómica de los naturalistas, prestaron atención a los diferentes agrupamientos étnicos de la humanidad, e investigaron sus relaciones, con la idea de que los grupos raciales podían explicarse por los efectos del entorno en un grupo ancestral común. Esta creencia predarwiniana en la posibilidad de heredar características adquiridas no concuerda con la genética moderna. Una perspectiva alternativa de los múltiples orígenes de los distintos grupos raciales, llamada teoría poligénica fue también rechazada por Charles Darwin, que se inclinaba por las migraciones geográficas diferenciales a partir de una sola población, probablemente africana.
La teoría de la degeneración encontró su primera presentación detallada en los escritos de Bénédict Morel (1809–1873), sobre todo en su  Traité des dégénérescences physiques, intellectuelles et morales de l'espèce humaine («Tratado sobre las degeneraciones físicas, intelectuales y morales de la especie humana», 1857). Este libro se publicó dos años antes que El origen de las especies de Darwin. Morel era un psiquiatra muy reconocido, exitoso director del asilo de Ruan durante casi 20 años, donde recopiló los historiales familiares de sus pacientes discapacitados. Gracias a los detalles de estos historiales familiares, Morel discernía una línea hereditaria de padres defectuosos infectados por contaminantes y estimulantes, una segunda generación susceptible de padecer epilepsia, neurastenia, desviaciones sexuales e histeria, una tercera generación propensa a la locura, y una generación final condenada a la idiocia congénita y a la esterilidad. En 1857, Morel propuso una teoría de «degeneración hereditaria», uniendo elementos hereditarios y del entorno en una mezcla predarwiniana. La contribución de Morel fue desarrollada por Valentin Magnan (1835–1916), que incidió en el papel del alcohol —concretamente de la absenta— en la generación de trastornos psiquiátricos.
Las ideas de Morel encontraron un potente eco en el médico italiano Cesare Lombroso (1835–1909). En su obra L'uomo delinquente (1876), Lombroso perfila una exhaustiva historia natural de la persona socialmente desviada y detalla los «estigmas» de quien nació para estar «criminalmente loco», como una frente baja e inclinada, ojos duros y furtivos, orejas grandes, nariz aplanada o respingona, prognatismo, dientes irregulares, dedos de los pies prensiles, largos brazos de simio, barba escasa y calvicie. Lombroso también listó las características de la mentalidad degenerada, supuestamente causada por la desinhibición de los centros neurológicos primitivos: apatía, pérdida de sentido moral, tendencia a la impulsividad y de seguridad en sí mismo, irregularidad de las cualidades mentales como una inusual memoria o capacidad estética, tendencia al mutismo o a la verbosidad, excesiva originalidad, interpretaciones místicas de percepciones o hechos simples, abuso de singnificados simbólicos y uso mágico de palabras (mantras). Lombroso, con su concepto de «retrogresión atávica» sugirió una reversión evolutiva, que complementa la «degeneración hereditaria», y su trabajo en el examen médico de delincuentes en Turín tuvo como resultado su teoría de la antropología criminal, una noción constitutiva de personalidad anormal que no estaba realmente apoyada en su propia investigación científica. A finales de su vida, Lombroso desarrolló una obsesión con el espiritismo, contactando con el espíritu de su difunta madre.
En 1892, Max Nordau, expatriado húngaro en París, publicó su extraordinario best seller degeneración, que amplía considerablemente los conceptos de Morel y Lombroso (a quienes dedica el libro) a toda la civilización europea occidental, y transforma las connotaciones médicas de degeneración en una generalizada «crítica cultural». Adoptando parte del vocabularios neurológico de Charcot, Nordau identificó numerosos puntos débiles en la cultura occidental contemporánea, que caracterizó en términos de «egomanía», es decir, narcisismo e histeria. También enfatizó la importancia de la fatiga, la enervación y el hastío. Nordau, horrorizado por el antisemitismo que rodeaba el caso Dreyfus, dedicó sus últimos años a la política sionista. La teoría de la degeneración comenzó su declive hacia el inicio de la I Guerra Mundial, a causa de una mejor comprensión del mecanismo de la genética, además de la creciente moda del pensamiento psicoanalítico. No obstante, algunas de sus facetas siguieron vivas en el mundo de la eugenesia y el darwinismo social. Hay que señalar que el ataque nazi contra la sociedad liberal occidental se cebó sobre todo en el arte degenerado y su asociación con el mestizaje racial, y colocó en la diana prácticamente a cualquier experimento cultural modernista.
Anne McClintock, profesora de inglés en la Universidad de Wisconsin revisó el papel de las mujeres a la hora de desarrollar el concepto de degeneración, decubriendo que las mujeres ambiguamente colocadas en la llamada «división imperial» (enfermeras, institutrices, amas de llaves, prostitutas y sirvientas) actuaban como delimitadoras y mediadoras. Esas mujeres se encargaban de la purificación y mantenimiento de los límites y de lo que se consideraba ocupaciones «inferiores» en la sociedad de la época.

## La teoría degeneracionista en la literatura

Pornocrates, de Félicien Rops (1878)

Hacia finales del siglo XIX, en el periodo de fin de siècle, la imaginación creativa europea se vio invadida por el declive y la degeneración, en parte alimentados por extendidas ideas erróneas sobre la teoría evolucionista de Darwin. Entre los ejemplos principales, la obra literaria simbolista de Charles Baudelaire, las novelas de la serie Rougon-Macquart de Émile Zola, la novela El extraño caso del doctor Jekyll y el señor Hyde de  Robert Louis Stevenson, publicada el mismo año (1886) que la Psychopathia Sexualis de Richard von Krafft-Ebing, y posteriormente, la única novela de Oscar Wilde, El retrato de Dorian Gray (1891). En Tess de los d'Urberville (1891), Thomas Hardy explora las destructivas consecuencias que tiene para una familia el mito un origen noble. El dramaturgo noruego Henrik Ibsen mostró su sensibilidad al pensamiento degeneracionista en sus presentaciones teatrales de crisis domésticas en Escandinavia. El gran dios Pan (1890/1894), de Arthur Machen, que cuenta los horrores de la psicocirugía, se cita a menudo como ensayo sobre la degeneración. H.G. Wells añadió un giro científico en La máquina del tiempo (1895), en la que profetizó la división de la raza humana en distintas formas degeneradas, y de nuevo en La isla del doctor Moreau (1896), donde seres híbridos entre animales y humanos forzados a mutar revierten a sus formas primitivas. Joseph Conrad alude a la teoría de la degeneración en su tratamiento del radicalismo político en su novela El agente secreto (1907).
Bram Stoker publicó en 1897 Drácula, una novela gótica enormemente influyente que presenta al vampiro conde Drácula en un amplio ejercicio de imperialismo invertido. Normalmente, Stoker se refiere explícitamente a las obras de Lombroso y Nordau a lo largo de la novela. Las novelas de Sherlock Holmes, de Arthur Conan Doyle contienen numerosos tropos degeneracionistas, quizás mejor ilustrados (echando mano de las ideas de Serge Vóronov) en El hombre que trepaba.